# 小山慶一郎
小山 慶一郎（こやま けいいちろう、1984年〈昭和59年〉5月1日 - ）は、日本のアイドル、タレント、俳優、歌手、キャスター、コメンテーター、司会者。男性アイドルグループNEWSのメンバー。愛称は、慶ちゃん。
神奈川県相模原市出身。STARTO ENTERTAINMENT所属。妻はAAAの宇野実彩子。

## 来歴
高校受験で志望していた高校に進学できず、高校生活で苦しむ姿を見かねた姉がジャニーズ事務所に履歴書を送り、2001年1月21日、オーディションを経てジャニーズ事務所に入所。2001年よりジャニーズJr.内ユニット・K.K.Kityのメンバーとしても活動する(2003年まで)。。
2003年4月、明治大学文学部史学地理学科東洋史専攻（現在のアジア史専攻）に入学。1、2年次はフル単だったという。『韓国における日本語教育』というテーマで論文を書き上げ、2007年3月、明治大学を卒業。卒業式で模範卒業生に選ばれる。
2003年9月、NEWSのメンバーに選ばれ、シングル『NEWSニッポン』でCDデビュー。
2005年4月、文化放送ラジオ番組『KちゃんNEWS』のパーソナリティを開始。
2006年4月から中丸雄一とともにNHK BSの音楽番組『ザ少年倶楽部』の司会を務める（2011年3月末まで）。
2010年3月、日本テレビ系報道番組『news every.』開始当初は週1回レギュラー出演。約1年後に起きた東日本大震災の取材では現地を100回以上訪問し、現場の声を基本にした取材を行なった。2014年1月より同番組で月 - 木曜日の第1部のメインキャスターを務める。水曜日のみ従来通り第3部まで出演（2018年6月上旬まで）。
2019年10月からTOKYO MXのテレビ番組『バラいろダンディ』の隔週レギュラーコメンテーター、2021年3月から『よんチャンTV』コメンテーター、同年11月からテレビ東京系『内村のツボる動画』レギュラーMCなどを務める。
2023年、フジテレビ系テレビ番組『NEWS小山のおしゃキャン!どう?』が2022年の2回のパイロット版を経てレギュラー化される。
同年3月に公式Twitter（現・X）、8月10日には公式Instagramを開設する。
2024年2月22日、自身の公式ホームページを開設。
2024年3月13日、前日の3月12日にAAAの宇野実彩子と結婚したことを所属事務所の公式サイトにて報告した。
2024年10月2日より中京テレビ制作、中京テレビ・日本テレビ系テレビドラマ『高杉さん家のおべんとう』にて連続ドラマ初主演。
2025年1月21日、芸能生活25周年突入を機にYouTubeチャンネル「CHOIYAMA」、およびTikTokアカウントを開設。そして自らが企画・プロデュースを行う「CHOIYAMA プロジェクト」の一環として、プロジェクトのテーマソングとなる「CHOIYAMA」を同年4月23日にデジタルシングルとしてリリースした。
2025年6月6日、妻の宇野実彩子との間に第1子が誕生したことを報告、NEWSのメンバーでは初の父親となった。

## 人物
- トークに長けており、番組の司会、キャスター、コメンテーターの経験が豊富[30]。
- 2009年の『24時間テレビ』への出演をきっかけに手話を学び、手話技能検定準2級を取得した[11]。ジャニーズ事務所の公式YouTubeチャンネルでもNEWSの楽曲『「生きろ」』の音源に合わせて手話を披露した[31]。
- 小学生時代に父親から虐待を受けていたことや、小学校5年生時に小山自身が両親の離婚を決めたことを明かしている[32]。バラエティー番組『NEWSな2人』（TBS系）の2018年9月14日放送回で児童虐待被害者を取材した際には、自身の経験をより詳細に話し、子どもはずっと心に虐待のトラウマが残ると警鐘を鳴らした[33]。
- 『news every.』（日本テレビ）のキャスターとして東日本大震災発生直後から被災地の取材に携わり、現在も個人的に被災地に足を運び続けている[34]。
- 被災地を実際に訪れた経験から防災意識を強く持つようになり、防災士の資格を取得した[35]。2024年の能登半島地震の際には支援のために日本カーシェアリング協会に車の寄付を行った[36]。
- 『NEWSな2人』（TBS系）で2020年から2021年番組終了時まで行われていた山開拓企画をきっかけに、アウトドアにのめり込んだ[37]。心を休息させることをキャンプで初めて知り、キャンプに行くことで仕事とプライベートの歯車が合ってきたという[38]。本格的に知識と経験を積み、2022年に第11回[37][39]、2024年に第12回キャンピングカーアワードを受賞した[40]。2023年には“おしゃれなキャンプ”を提案する冠番組『NEWS小山のおしゃキャン！どう？』（フジテレビ系）がレギュラー化。また被災地への取材経験から、避難所のプライバシーの無さを克服でき、電力を確保して生活できる防災グッズとしてもキャンピングカーの有用性を発信している[37]。
- スコティッシュフォールド（猫）の「ミルク」と暮らしている[41]。大の猫好きが高じ、猫雑誌『猫びより』で2021年から連載を担当している[41][42]。

### キャスター時代のエピソード
- キャスターとしての評価は高く[11]、日本テレビ内ではタレント（ゲスト）扱いではなく正社員が持参する入構証を所持していた。デスクの設置が検討されたことがある[17]。
- 東日本大震災の時にはほぼ毎週のように被災地に足を運んで自ら取材。在京局のニュースキャスターの中でもっとも足を運んでいる1人とも言われる[17]。
- 2014年の衆院選挙特番「ZERO×選挙2014」出演以降、2016年の参院選特番「ZERO×選挙2016」、2017年の衆院選特番「ZERO×選挙2017」にフィールドキャスターとして出演し選挙取材を続けている。 2016年の「24時間テレビ 「愛は地球を救う」」にはメインパーソナリティーのNEWSの一員として、2017年の24時間テレビにはメインパーソナリティー（個人）として出演している。

## 受賞歴
2022年
- 第11回キャンピングカーアワード

2024年
- 第12回キャンピングカーアワード

## 出演
グループでの活動については、NEWS (グループ)#出演を参照

### バラエティ番組
- Hi! Hey! Say!（2007年11月3日 - 2009年9月26日、テレビ東京）[44]
- 明日使える心理学!テッパンノート（2008年4月23日 - 9月3日、毎日放送・TBS）[45]
- 働きガイ大百科スペシャル（2010年6月30日[46]・2011年1月2日、テレビ東京）
- 未来シアター（2012年4月6日 - 2015年3月27日、日本テレビ）[47]
- テレビ東京開局50周年特別企画 トーキョーライブ24時 〜ジャニーズが生で悩み解決できるの!?〜（2014年4月1日・4月8日、テレビ東京）[48]
- トーキョーライブ22時 〜ニチヨルまったり生放送中〜（2014年10月19日 - 2015年9月27日、テレビ東京）[48]
- 〜突撃!はじめましてバラエティ〜 イチゲンさん（2015年10月18日 - 2017年3月19日、テレビ東京）[49]
- NEWSな2人（2016年4月22日 - 2021年3月27日、TBS）[50]
  - NEWSの全力!!メイキング（2021年4月30日 - 2024年3月30日、TBS）
- おたすけJAPAN（2017年6月14日・2018年3月21日・2019年3月21日、フジテレビ） - MC[16]
- 小山慶一郎の健者のBORDER30〜専門医が導く健康への分かれ道〜（2019年7月27日・8月30日・9月27日、TOKYO MX） - MC[51]
- バラいろダンディ（2019年10月10日 - 2024年9月、TOKYO MX） - 隔週木曜レギュラーコメンテーター[18]→隔週月曜レギュラーコメンテーター[52]
- タイチサン!（2020年2月2日 - 2024年3月31日、東海テレビ） - プレゼンター（準レギュラー）[53]
- よんチャンTV（2021年3月29日 -、毎日放送）[19]
- ウッチャン式（2021年8月22日、2021年10月3日、TBS）[54]
- 内村のツボる動画（2021年11月3日 - 2023年12月19日、テレビ東京） - レギュラーMC[20]
- 池上彰のニュースそうだったのか!!（2020年11月21日[55]・2021年3月20日[56]・6月26日[57]・11月13日[58]・12月11日[59]・2022年3月5日[60]・3月19日[61]・4月30日[62]・6月11日[63]、8月13日、10月8日、 2023年2月4日[64]、5月6日、テレビ朝日） - 不定期出演
- NEWS小山のおしゃキャン!どう？（2023年1月30日 - 、フジテレビ）[21]
  - パイロット版
    - NEWS小山のおしゃキャン!どう？（2022年9月5日、フジテレビ）[65]
    - NEWS小山のおしゃキャン!どう？ 2回目（2022年11月25日、フジテレビ）[66]

### ドキュメンタリー
- ありがとうを3.11に伝えよう委員会2022（2022年3月12日、NHK総合）[67]
- ありがとうを3.11に伝えよう委員会2023（2023年3月11日、NHK総合）
- ありがとうを3.11に伝えよう委員会2024（2024年3月9日、NHK総合）
- ありがとうを3.11に伝えよう委員会2025（2025年3月8日〈予定〉、NHK総合）

### 音楽番組
- ザ少年倶楽部（2000年4月9日 - 2011年3月4日、NHK衛星第2テレビジョン）[16]
- キャラオケ18番（2015年4月12日 - 9月27日、日本テレビ）[68]
- チカラウタ（2015年10月18日 - 2017年12月24日、日本テレビ）[69]

### 報道番組
- news every.（日本テレビ）[14]
  - 木曜サブキャスター（第2部・第3部、2010年4月1日 - 2010年12月）[70]
  - 水曜サブキャスター（第2部・第3部、2011年1月5日 - 2018年6月6日）
  - 月曜 - 木曜メインキャスター（第1部、2014年1月6日 - 2016年3月25日）[11]
  - 月曜 - 木曜メインキャスター（第1部、2016年3月28日 - 2018年6月7日）
  - 月1回程度金曜メインキャスター（第1部、2016年4月 - 2018年4月13日）
- 「復興テレビ」みんなのチカラ 3.11（2012年3月11日、日本テレビ）[17]
- ZERO×選挙（日本テレビ）
  - NNN衆院選特別番組 ZERO×選挙2014（2014年12月14日）[11]
  - NNN参院選特別番組 ZERO×選挙2016（2016年7月10日）[71]
- news every.特別版 NNN 速報! アメリカ大統領選（2016年11月9日、日本テレビ）- メインキャスター[72]

### テレビドラマ
- 彼女が死んじゃった。（2004年1月17日 - 3月13日、日本テレビ）- 松ノ木与一 役
- 劇団演技者。「アンラッキー・デイズ 〜ナツメの妄想〜」（2004年4月14日 - 5月12日、フジテレビ）- サナダ 役[73]
- Ns'あおい[14]（2006年1月10日 - 3月21日、フジテレビ）- 北沢タケシ 役
  - Ns'あおい スペシャル 桜川病院最悪の日（2006年9月26日）
- クロサギ 第2話（2006年4月21日、TBS）- 田辺智 役
- 花嫁は厄年ッ!（2006年7月6日 - 9月21日、TBS）- 安土次郎 役[74]
- 有閑倶楽部 第6話（2007年11月20日、日本テレビ）- 刈穂裕也 役
- ロス:タイム:ライフ 第2話（2008年2月9日、フジテレビ）- 主演 都並浩太 役[75]
- 0号室の客 Fifth Story「戦わない男」（2009年10月、フジテレビ）- 主演 大山重人 役[76]
- ラッキーセブン（2012年1月16日 - 3月19日、フジテレビ）- 時多孝次郎 役[77]
  - ラッキーセブン スペシャル（2013年1月3日）
- 24時間テレビスペシャルドラマ「盲目のヨシノリ先生〜光を失って心が見えた〜」（2016年8月27日、日本テレビ）- 榊京太 役[78]
- 重要参考人探偵（2017年10月20日 - 12月8日、テレビ朝日） - 周防斎 役
- ゼロ 一獲千金ゲーム（2018年7月15日 - 9月16日、日本テレビ） - 後藤ミツル 役
- 高杉さん家のおべんとう（2024年10月3日 - 12月5日、中京テレビ）- 主演 高杉温巳 役[26][79]

### ネット配信
- ゼロ エピソードZERO 後藤ミツル編（2018年9月16日 - 配信開始、Hulu） - 主演・後藤ミツル 役[80]

### 映画
- アオショー!（2025年9月5日公開予定、ギグリーボックス） - 貴宝院理津 役[81][82]

### ラジオ
- KちゃんNEWS（2005年4月4日 - 2024年3月26日、文化放送）[15][83]

### 舞台
- SHOW劇・SHOCK（2001年12月1日 - 2002年1月27日・2002年6月4日 - 28日、帝国劇場）[84][85]
- ハイスクール・ミュージカル（2007年6月12日 - 28日、青山劇場 / 7月5日 - 8日、NHK大阪ホール）- 主演[86] トロイ・ボルトン 役
- ロス:タイム:ライフ-真実へのカウントダウン-（2008年3月24日 - 4月13日、東京グローブ座 / 4月17日 - 19日、大阪厚生年金会館、ウェルシティ大阪 芸術ホール）- 主演 都並浩太 役[45][75]
- コール（2009年1月30日 - 2月22日、東京グローブ座 / 2月26日 - 3月1日、サンケイホールブリーゼ）- 主演 山崎眞紀夫 役[87]
- 0号室の客〜帰ってきた男〜（2010年11月13日 - 12月5日、東京グローブ座 / 12月17日 - 20日、サンケイホールブリーゼ）- 主演 大山重人 役[76]
- ハロー，グッドバイ（2012年11月5日 - 25日、東京グローブ座 / 11月30日 - 12月3日、森ノ宮ピロティホール）- 主演[88] 熊谷安吾 役
- グレート・ネイチャー（2015年9月12日 - 29日、東京グローブ座 / 10月9日 - 11日、シアタードラマシティ）- 主演 篠崎 役[89][90]

### イベント
- 行くぞ万博！最後のカウントダウン HAHAHA! EXPO（2025年2月9日、日経ホール）[91][92]
- CHOI集会（2025年4月30日・5月1日予定、有楽町よみうりホール / 5月27日・28日予定、COOL JAPAN PARK OSAKA TTホール）[93]
- 小山慶一郎ファンミーティング in 上海（2025年7月26日、メルセデスベンツアリーナ音楽倶楽部）[94]

### CM
- Hey! Say! JUMP「Ultra Music Power」（2007年11月12日 - ）[95]
- アイシティ ハイグレードコンタクト（2016年12月1日 - ）[96]

## 連載
- KEIICHIRO（「Johnny's web」）[97]
- 辰巳出版『猫びより』「NEWS・小山慶一郎の会いたい猫」（2021年7月号 - ）[42]
- レタスクラブWEB『小山姉弟の食卓』（2024年4月12日 - ）※姉・みきママ（藤原美樹）と

## 作品

### デジタルシングル
順位は週間オリコンランキングのデジタルシングル（単曲）ランキングでの最高順位を示す。 
|     | 配信日        | タイトル | 販売形態               | 規格品番  | 順位 |
| --- | ------------- | -------- | ---------------------- | --------- | ---- |
| 1st | 2025年4月23日 | CHOIYAMA | デジタル・ダウンロード | LCDA-0276 |      |

### ソロ曲
- Love Addiction（作詞・作曲・編曲：森元康介） ‐ アルバム『NEWS BEST』収録
- Private Hearts（作詞：久保田洋司、作曲：堂本光一、編曲：角田隼） ‐ アルバム『NEWS BEST』収録
- Uri Sarang（作詞：H.U.B.、ハングル詞：Rhymer, Huh In-chang、作曲：Rhymer, Noh hyun、編曲：Noh hyun、Rap詞：R.Wolf）‐ アルバム『NEWS BEST』収録
- Starry（作詞：小山慶一郎、作曲：ヒロイズム、編曲：大坪直樹） - シングル「チャンカパーナ」収録
- Beautiful Rain（作詞：小山慶一郎・SHOW、作曲：SHOW） - アルバム『NEWS』収録
- ロメオ2015（作詞・作曲：オオヤギヒロオ）- アルバム『White』収録
- 愛のエレジー（作詞：zopp、作曲：BANSEL）- アルバム『QUARTETTO』収録
- ニャン太（作詞：小山慶一郎、作曲・編曲：ヒロイズム） - アルバム『NEVERLAND』収録
- 銀座ラプソディ（作詞：コヤマP、作曲：伊橋成哉） - アルバム『EPCOTIA』収録
- Going that way（作詞：ヒロイズム、作曲：ヒロイズム、芳賀政哉、編曲：芳賀政哉） - アルバム『WORLDISTA』 収録
- STAY ALIVE（作詞：小山慶一郎、ヒロイズム、作曲：ヒロイズム、芳賀政哉）- アルバム『STORY』収録
- Refrain（作詞：Littlezy、作曲:Carlos K.・Littlezy） - アルバム『音楽』収録
- ミカエリビジン（作詞：AKIRA、作曲：AKIRA、芳賀政哉、編曲：芳賀政哉） - アルバム『NEWS EXPO』収録